# Soppressione del midollo osseo
La soppressione del midollo osseo, anche chiamata mielotossicità, mielodepressione o mielosoppressione, è una condizione medica, solitamente causata da neoplasie o metastasi ossee oppure effetto collaterale della chemioterapia antitumorale e della somministrazione di alcuni farmaci, caratterizzata da una carenza della funzione emopoietica del midollo osseo.
Può condurre ad anemia, leucopenia con aumento della suscettibilità alle infezioni e piastrinopenia con facilitato rischio di emorragia, oppure a una completa pancitopenia.